# Acoustic in Nashville: Bootleg No. 2
Acoustic In Nashville - Bootleg No. 2 é um álbum ao vivo da banda norte-americana The Fray, disponível no iTunes e também em algumas lojas indie. O álbum foi gravado em Nashville, Tennessee, em meados de dezembro de 2006, sendo lançado em 4 de setembro de 2007. Neste álbum contém versões acústicas nunca antes liberadas de canções como "Look After You", "She Is", "Vienna", "How To Save A Life" e "Heaven Forbid".

## Faixas
| CD  |                      |         |  |
| N.º | Título               | Duração |  |
| 1.  | "How to Save A Life" | 4:36    |  |
| 2.  | "Vienna"             | 4:15    |  |
| 3.  | "Heaven Forbid"      | 4:12    |  |
| 4.  | "Look After You"     | 4:55    |  |
| 5.  | "She Is"             | 4:17    |  |